# Fängelseförsamling
Fängelseförsamling, en typ av församlingar, vilka fanns förr, i synnerhet vid central-, slotts- och fästningsfängelser. Ett exempel är Varbergs straffängelseförsamling (vid Varbergs fästning) som bildades 1848 och upplöstes 1880.
Vid andra fångvårdsanstalter, oftast länsfängelser, fördes ibland kyrkoböcker utan anknytning till någon församling.